# Luiza Gajnutdinovová
Luiza Anatolijevna Gajnutdinovová (prov. Tonojanová) (* 28. října 1989) je ukrajinská zápasnice – sambistka a judistka tatarské národnosti.

## Sportovní kariéra
Je rodačkou z území Abázie. Narodila se do tatarsko-arménské rodiny. Vyrůstula v Černihivu na Ukrajině. S judem/sambem začínala na základní škole v kroužku. V ukrajinské judistické a sambistické reprezentaci se pohybovala od roku 2008 ve střední a polotěžké váze s váhou okolo 75 kg. V ženské reprezentaci se prosadila teprve po roce 2013. V roce 2014 získala titul mistryně světa v zápasu sambo do 68 kg. V roce 2015 se vdala za reprezentačního kolegu Razmika Tonojana.

## Výsledky

### Judo
| Turnaj             | 2005       | 2006       | 2007    | 2008    | 2009      | 2010      | 2011         | 2012         | 2013         |
| Turnaj             | 16         | 17         | 18      | 19      | 20        | 21        | 22           | 23           | 24           |
| Turnaj             | polostřed. | polostřed. | střední | střední | polotěžká | polotěžká | střední váha | střední váha | střední váha |
| ------------------ | ---------- | ---------- | ------- | ------- | --------- | --------- | ------------ | ------------ | ------------ |
| Olympijské hry     |            |            |         | —       |           |           |              | —            |              |
| Mistrovství světa  | —          |            | —       |         | —         | —         | —            |              | úč.          |
| Mistrovství Evropy | —          | —          | —       | —       | —         | —         | —            | —            | úč.          |
| ME do 23 let       | —          | —          | —       | —       | 2.        | —         | úč.          |              |              |
| MS juniorů         |            | —          |         | —       |           |           |              |              |              |
| ME juniorů         | —          | —          | 5.      | 3.      |           |           |              |              |              |
| ME dorostenců      | úč.        |            |         |         |           |           |              |              |              |

### Sambo
| Turnaj              | 2008 | 2009 | 2010 | 2011 | 2012 | 2013 | 2014 |
| Turnaj              | 19   | 20   | 21   | 22   | 23   | 24   | 25   |
| Turnaj              | -68  | -68  | -68  | -68  | -68  | -68  | -68  |
| ------------------- | ---- | ---- | ---- | ---- | ---- | ---- | ---- |
| Mistrovství světa   | 3.   | —    | —    | —    | —    | 2.   | 1.   |
| Mistrovství Evropy  | —    | —    | —    | —    | —    | 3.   | —    |
| Univerziáda         |      |      |      |      |      | 2.   |      |
| SH v úpol. sportech |      |      | —    |      |      | úč.  |      |